# Kerstin Casparij
Kerstin Yasmijn Casparij (Alphen aan den Rijn; 19 de agosto de 2000) es una futbolista neerlandesa. Juega como defensora y centrocampista en el Manchester City de la FA Women's Super League de Inglaterra. Es internacional con la selección de los Países Bajos.

## Trayectoria
Antes de cumplir los 15 años, Casparij se incorporó al primer equipo del Heerenveen, debutando en la Eredivisie el 6 de noviembre de 2015, en la jornada 10 del campeonato y amasando un total de 13 apariciones. Permanece en el club también la temporada siguiente, donde el nuevo entrenador Jan Schulting le renueva la confianza ubicándola en 22 partidos de liga y donde marca por primera vez en el triunfo de visitante por 3-1 sobre el Achilles '29 en la jornada 14. En estas dos temporadas su equipo se ubica en sexto lugar en la liga y en la Copa alcanza las semifinales de 2016-17 como mejor resultado.
El verano siguiente se mudó al recién fundado VV Alkmaar, donde cosecha 2 goles en 22 encuentros. En la Copa de los Países Bajos, su nuevo equipo se despide en octavos de final.
Al final de la temporada volvió al Heerenveen. El técnico decide cambiar el rol de Casparij desplegándola como centrocampista. Anota 5 goles en 23 partidos y su equipo se ubica en el 7º puesto de la liga. En la temporada siguiente el Heerenveen tiene una mejora en el rendimiento, alcanzando el 4° lugar en la liga, con Casparij marcando solo una vez en 11 partidos, antes de que el torneo fuera suspendido como medida preventiva por la pandemia de COVID-19.
En 2020 se anuncia su fichaje por el Twente. Los años siguientes son los más exitosos de la defensora, quien conquista con sus compañeras el título de la Eredivisie en 2020-21 y 2021-22. Estos resultados permiten a Casparij acceder a la Liga de Campeones, donde debuta en la edición 2021-22 contra el Nike Tbilisi.

## Selección nacional
Casparij comenzó a ser convocada a la selección en 2015, vistiendo la camiseta de la sub-15 ese año, con la que debutó en un partido amistoso contra Bélgica, y luego continuó en los años siguientes su trayectoria juvenil con la sub-16, la sub-17, con quien disputa el Campeonato Europeo Sub-17 de 2017, la sub-19, con quien participa en las Eurocopas de Suiza 2018 y Escocia 2019 (llegando a semifinales en esta última edición), y finalmente la sub-23.
Formando parte de la selección absoluta de los Países Bajos desde 2021, fue convocada por el técnico Mark Parsons para las eliminatorias mundialistas de Australia y Nueva Zelanda 2023, debutando el 22 de octubre, en la aplastante victoria por 8-0 sobre Chipre. Tras haber amasado otras 6 participaciones en amistosos, clasificación para el Mundial y la edición de 2022 del Tournoi de France, en mayo de 2022 recibe su convocatoria para la Eurocopa Femenina 2022.

## Estadísticas

### Clubes
| Club            | País         | Año             |
| --------------- | ------------ | --------------- |
| SC Heerenveen   | Países Bajos | 2015 - 2017     |
| VV Alkmaar      | Países Bajos | 2017 - 2018     |
| SC Heerenveen   | Países Bajos | 2018 - 2020     |
| FC Twente       | Países Bajos | 2020 - 2022     |
| Manchester City | Inglaterra   | 2022 - presente |

## Palmarés

### Títulos nacionales
| Título     | Club      | País         | Año     |
| ---------- | --------- | ------------ | ------- |
| Eredivisie | FC Twente | Países Bajos | 2020-21 |
| Eredivisie | FC Twente | Países Bajos | 2021-22 |